# Маркова (Чортківський район)

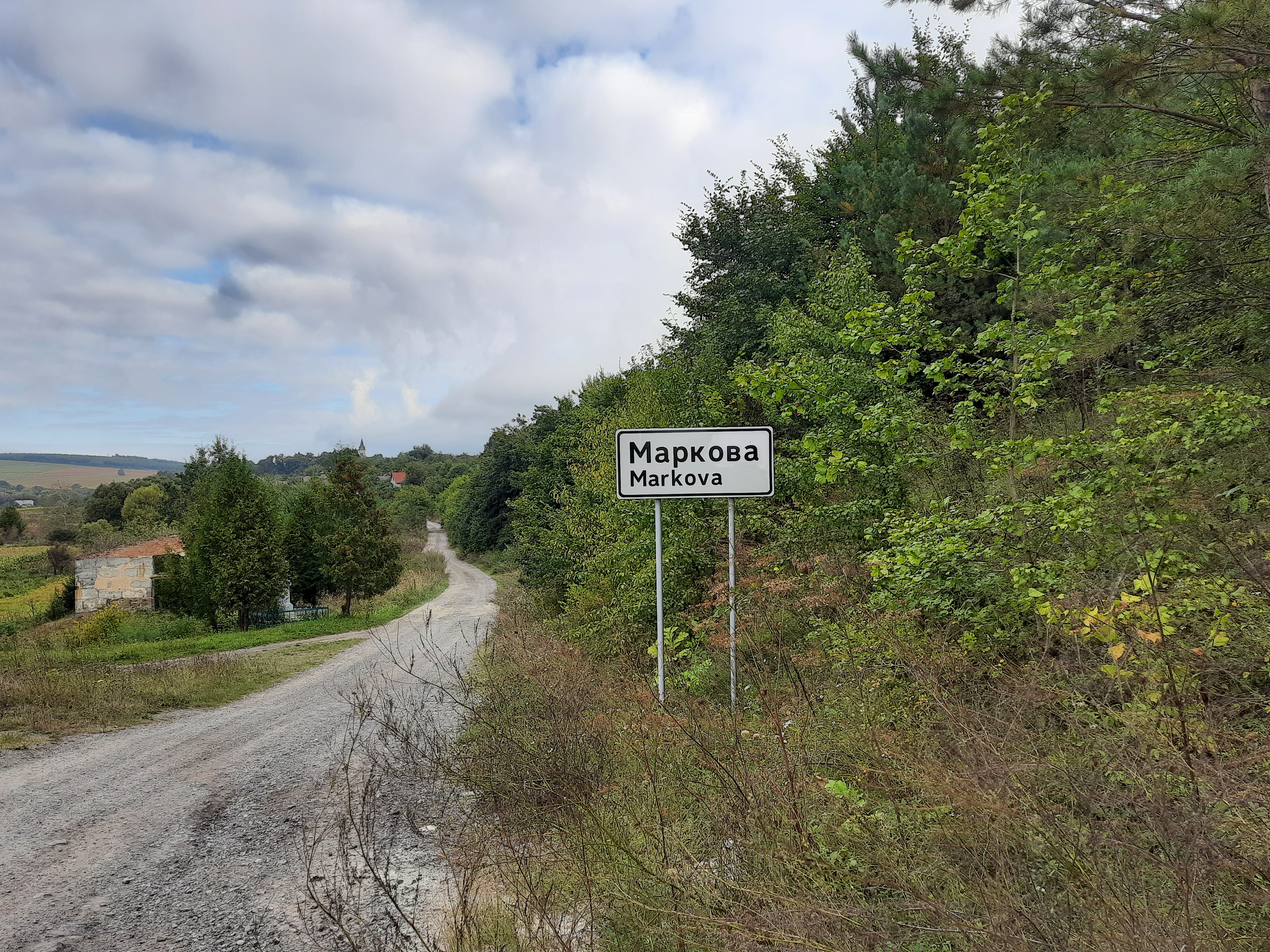
Дорожній знак при в'їзді в село

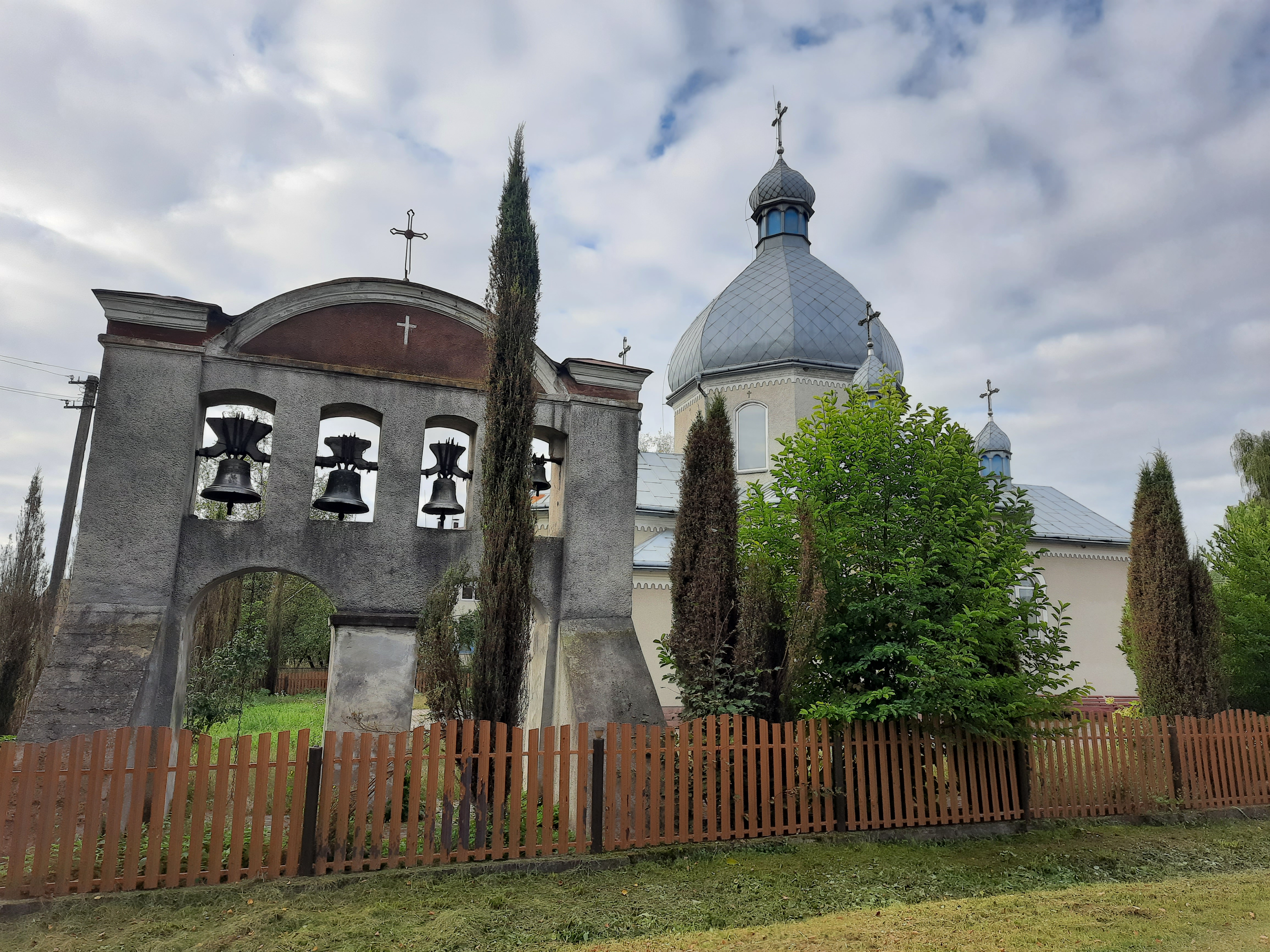
Церкви Покрови Пресвятої Богородиці

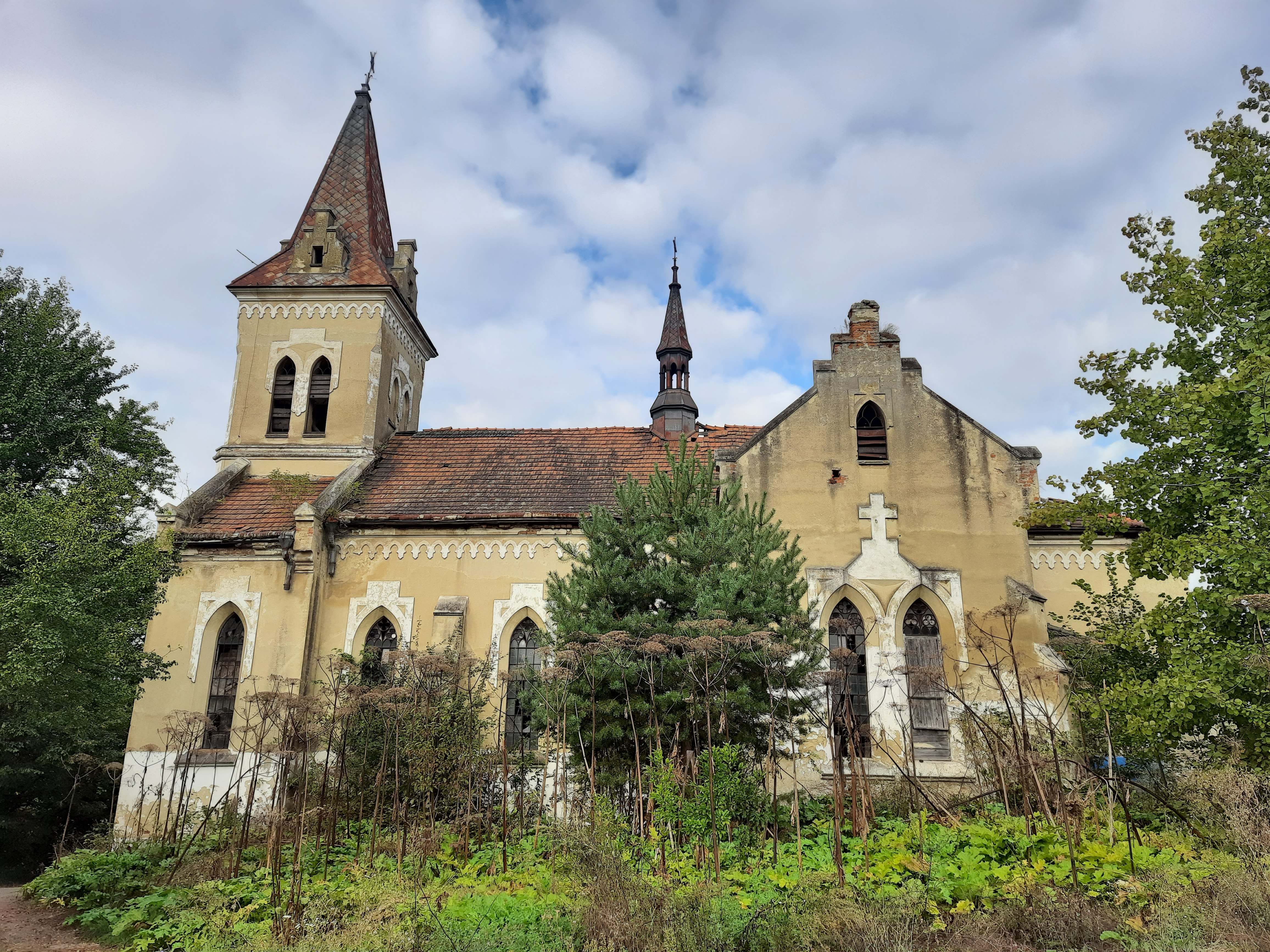
Костел (1757)

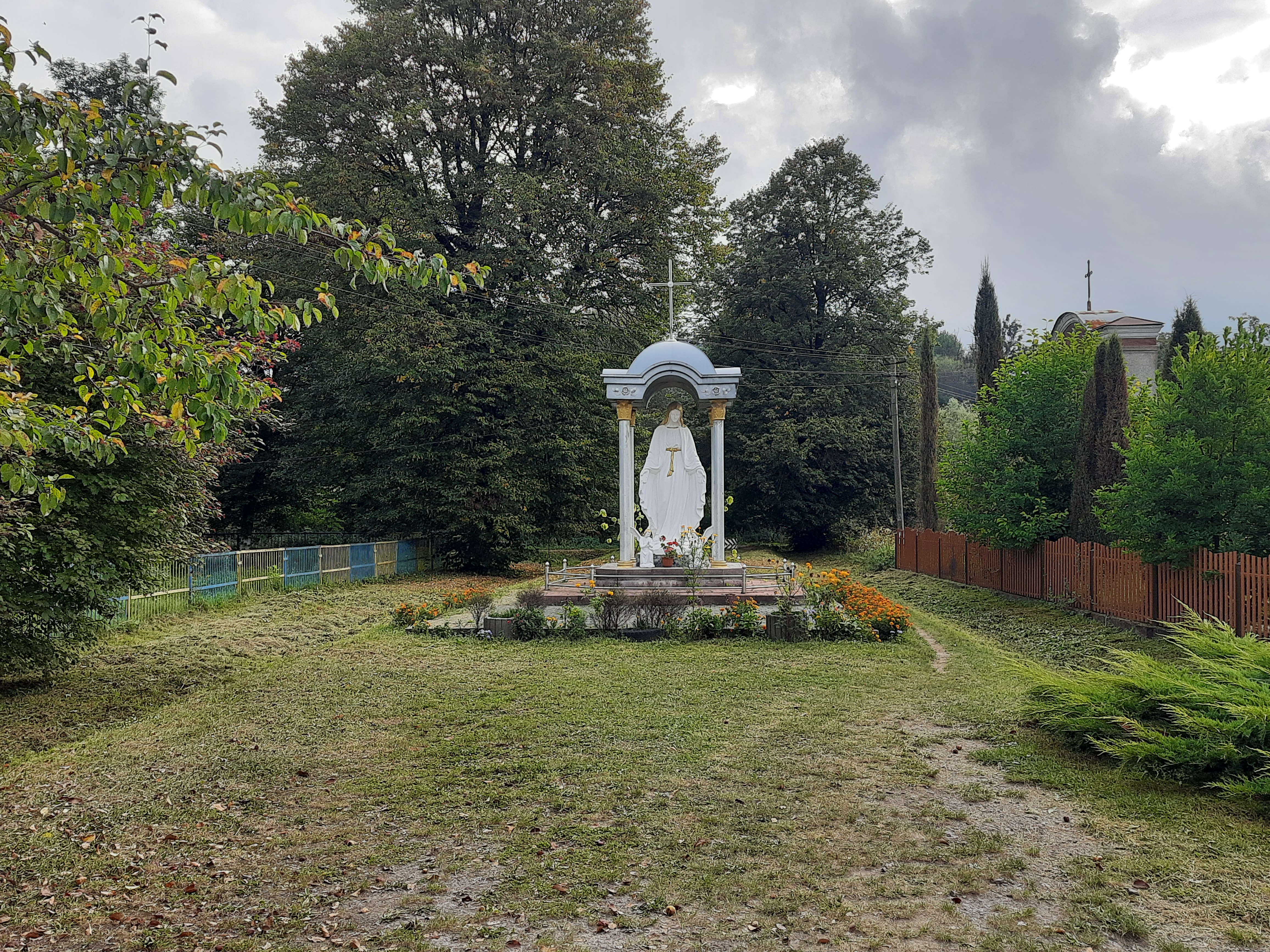
Статуя Божої Матері

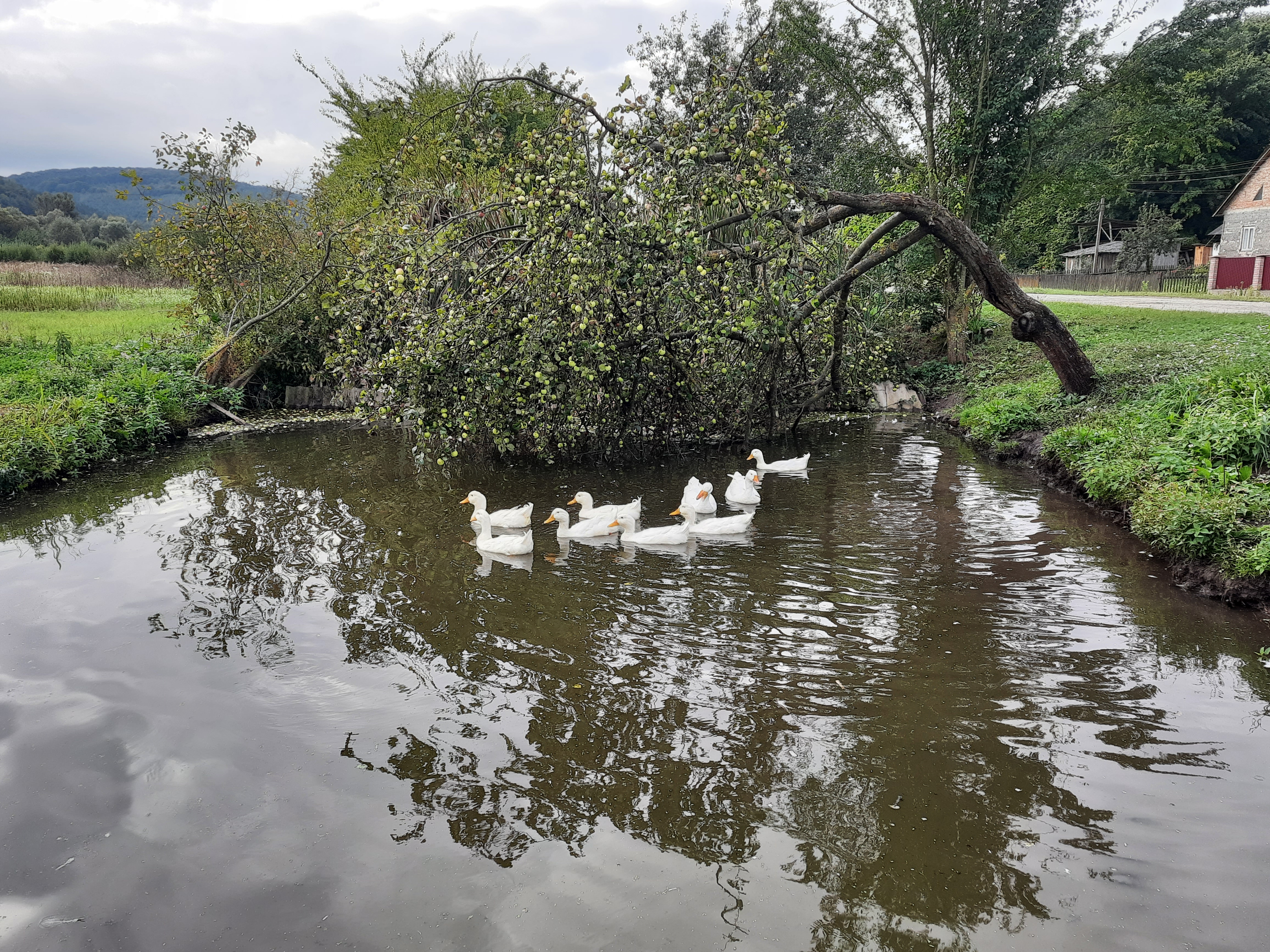
Сільський пейзаж

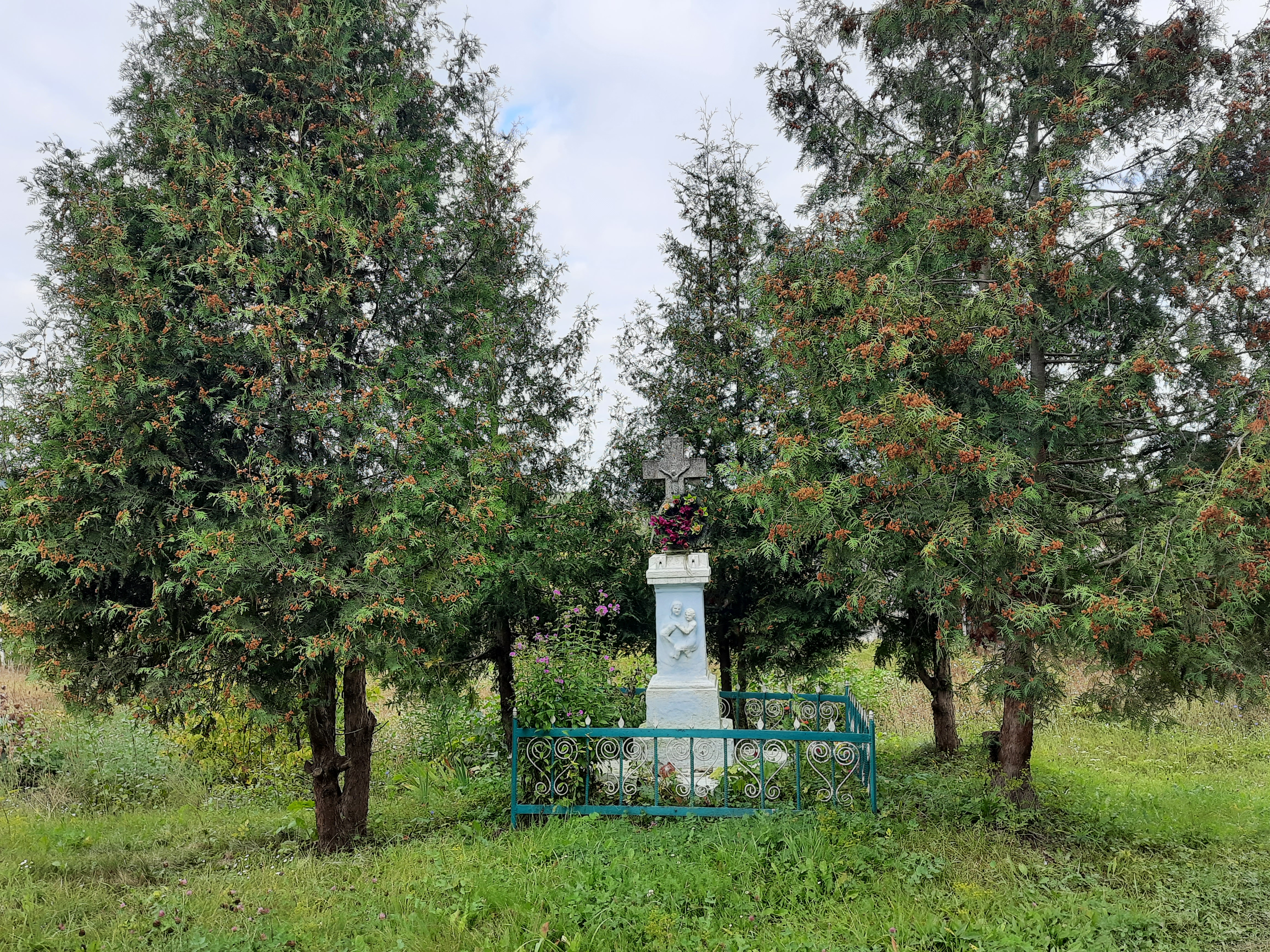
Пам'ятний хрест на околиці села

Ма́ркова, або Маркова́ — село в Україні, у Монастириській міській громаді Чортківського району Тернопільської області. Розташоване на річці Золота Липа, на сході району. До 2020  підпорядковане Завадівській сільській раді.
Населення — 504 особи (2001).

## Символіка
На печатці громади 1870-х років зображені граблі, серп та пальмова гілка.

## Історія

### Археологічні знахідки
Поблизу села виявлено археологічні пам'ятки пізнього палеоліту та трипільської культури. Зокрема, було знайдено залізний наконечник списа, орнаментований візерунками, що відносяться до пам'яток Пшеворської культури.

### Письмові згадки
Перша писемна згадка — 1527.
Згадується 2 січня 1441 року у книгах галицького суду.

### Історія села
З кінця XV століття належало Белецьким. Орієнтовно з 1578 року Маркова була власністю львівських архієпископів — як частина кукільницького ключа. У 1620 році село спалили татари.
У ХІХ столітті місцеві жителі вирощували тютюн.
У селі діяли:
- товариство «Просвіта». У 1928 році селяни збудували Дім Просвіти. Хоча саме товариство Всеукраїнське товариство «Просвіта» імені Тараса Шевченка було засноване ще у 1895 році о. Михайлом Щуровським, Василем Швидким, Йосифом Сиваником, Миколою Симаком та Михайлом Клюбою. При читальні «Просвіти» існував змішаний хор.
- кооператива «Липа», яка відновила свою діяльність після Першої світової війни під назвою «Будучність». Першим її головою став Степан Чернюк.
- «Січ» (засноване у 1905 році, проіснувало до 1915 року)
- Товариства, що існували від 1925 року: «Сокіл», «Рідна школа», «Союз українок», «Сільський господар»
- трубний та скрипковий оркестр
- чотири водяні млини
- дві олійні
- «Кулко рольніче», у якому торгували поляки
- дві крамниці українців
- дві кузні

Вояками УПА були, зокрема:
- Роман Биндус (“Грім”; 1912–р. см. невід.), Андрій Данилишин (1916–1948), Амброз Канюка (1927–1947), Августин Колісник (1919–1944), Микола та Петро Метанчуки, Григорій та Іван Сараби, Павло Семак, Василь і Володимир Шеремета та інші.

Зв’язковими УПА були Наталія Колісник, Галина Шеремета (“Фіалка”), Меланія Королевич була станичною, Олена Сиваник – санітаркою. 
4 листопада 1943 р. в дивізію “Галичина” вступили:
- Євген (1925–1990) і Михайло (1923–1945) Балацькі, Іван Джиджора (1910–1993), Василь (1920–1944) та Степан (р. н. невід.–1994) Канюки, Амброзій (1923 р. н.), Євстахій (1921 р. н.) і Михайло (1923 р. н.) Королевичі, Омелян Метанчук (1923–1989), Михайло (1922 р. н.) та Михайло (1924 р. н.) Семаки, Василь (1922–1944), Євген (1925–1944), Микола (1925 р. н.), Ярослав (1923 р. н.) Сиваники.

За роки радянської влади репресовано 36 уродженців села. 
У 1944 році у лісі біля Маркови під горою УПА мала бункери зі зброєю та іншими боєприпасами.
У Радянський період у 1944 році усі землі «добровільно» були забрані до колгоспу «Комсомолець», який утворили три села — Маркова, Завадівка та Коржова. Головою колгоспу був Омелян Галушка.
Протягом 1962–1966 село належало до Бучацького району. 
12 червня 2020 року, відповідно до розпорядження Кабінету Міністрів України № 724-р «Про визначення адміністративних центрів та затвердження територій територіальних громад Тернопільської області» увійшло до складу Монастириської міської громади.
19 липня 2020 року, в результаті адміністративно-територіальної реформи та ліквідації Монастириського району, село увійшло до складу Чортківського району.

### Війти
До Першої світової війни війтом у селі, протягом двадцяти років, був Михайло Яворський, а під час війни — Петро Метанчук.
У 20-х і 30-х роках війтами були Залєцкий і Теофіль Соботкевич.
Під час першої більшовицької окупації 1939—1941 років головою сільради був Микола Королевич, а в час німецької окупації війтом села, по черзі, були Володимир Сиваник і Антін Колісник.

## Політика

### Парламентські вибори, 2019
На позачергових парламентських виборах 2019 року у селі функціонувала окрема виборча дільниця № 610677, розташована у приміщенні школи-садку.
Результати
- зареєстровано 260 виборців, явка 63,85%, найбільше голосів віддано за «Слугу народу» — 25,93%, за Всеукраїнське об'єднання «Батьківщина» — 20,37%, за Радикальну партію Олега Ляшка — 13,58%.[7] В одномандатному окрузі найбільше голосів отримала Алла Стечишин (самовисування) — 50,63%, за Миколу Люшняка (самовисування) — 20,63%, за Ігоря Сопеля (Слуга народу) і Володимира Бліхаря (Всеукраїнське об'єднання «Батьківщина») — по 7,50%[8].

## Релігія
- Костел[d] (1757).
- Дві церкви Покрови Пресвятої Богородиці: стара і нова (1993; мурована).
- Капличка.
- «Фігура» Матері Божої.

Перший костел у Марковій (дерев'яний, простий і відносно невеликий) з'явився, ймовірно, у 1777—1778 рр.
Вже на початку ХІХ ст. храм вимагав ремонту. Протокол візитації 1882 р. стверджує, що будівля в поганому стані, у стінах тріщини. У 1883 р. було проведено ремонт, стіни оббили новими дошками, але в 1889 р. відновлення вже вимагала стеля.
У 1895 р. почалися підготування до будівництва нової святині. Вже наступного року були готові плани і кошторис. Дивом зберігся проект деталі колони храму авторства відомого архітектора Теодора Тальовського, датований 1906 р. (загалом стиль костелу дуже відрізняється від споруд, характерних для Тальовського) — плюс проекти балюстради, виконані у Львові Владиславом Ґодовським. Будівництво було завершене в 1909 р. — фінансову допомогу надав архієпископ Юзеф Більчевський. В часи Першої світової пожежа знищила старий дерев'яний костел. Мурований храм в 1936 р. потребував ремонту.
Після Другої світової війни костел закрили, перетворивши його на колгоспний склад. З 1984 р. споруда стоїть пусткою і швидко руйнується.

## Пам'ятки
- Стоянка Маркова I[d] (пізній палеоліт (40—10 тис. років тому));
- Стоянка Маркова II[d] (пізній палеоліт (40—10 тис. років тому));
- Стоянка Маркова III[d] (пізній палеоліт (40—10 тис. років тому));
- Стоянка Маркова IV[d] (пізній палеоліт (40—10 тис. років тому));
- Поселення Маркова V[d] (трипільська культура (IV — кін. III тис. до н. е.));
- Поселення (майстерня) Маркова VI[d] (трипільська культура (IV — кін. III тис. до н. е.));

Встановлено пам'ятний хрест на честь скасування панщини, насипана символічна могила УСС (1991).

## Пам'ятки природи
- Джерело в Марковій
- Марковецька бучина

## Соціальна сфера
Працюють ЗОШ I ступеня, клуб, бібліотека.

## Населення

### Мова
Розподіл населення за рідною мовою за даними перепису 2001 року:
| Мова       | Кількість | Відсоток |
| ---------- | --------- | -------- |
| українська | 504       | 100%     |

## Відомі люди

### Народилися
- Леслав Лукашевич[pl] (1809–1855) — польський діяч нелегальної демократичної опозиції, історик літератури.
- Володимир Щуровський  (1891, с. Маркова, нині Монастириського району — 1989, м. Дрезден, Німеччина) —український  лікар, військовик. У Леґіоні УСС — лікар, 1915–17 — у «Збірній станиці» УСС у м. Львів, де також лікував І. Франка (1916), згодом — у Коші УСС. 1918–19 — учасник польсько-української війни. Потім — у Львові: лікар, доцент Українського таємного університету. 1940–69 — лікар шпиталю у Дрездені. Автор праці про медичну службу УСС та інших публікацій[11].
- Минодора Куца — педагог, депутат, виховник національно-патріотичного освітньо-молодіжного товариства «Сокільський Доріст», член Народного Руху України, товариства «Знання», громадський діяч, письменниця[12].

### Пов'язані з селом
- Михайло Щуровський — греко-католицький священник, парох у Маркові у період між двома світовими війнами, до 1944 року.